# Сім'я (фільм, 2006)
«Сім'я» — фільм 2006 року.

## Зміст
Його звали Геролд. Він жив у тихому провінційному містечку. Не дуже молодий, огрядний чоловік Геролд напевно всім сусідам здавався таким же тихим провінціалом, як вони самі. І, звичайно ж, його вважали холостяком. Хоча сам Геролд вважав, що у нього є сім'я, велика родина, — дружина, донька, старенькі батьки. Разом з ними він дивився телевізор, обговорював останні новини… Щоправда, вони цілодобово не залишали одну з кімнат його затишного будинку… Чому? Тому що вони були мертві.